# شيري سام
شيري سام (بالإنجليزية: Sheri Sam)‏ مواليد 5 مايو 1974 في لافاييت، هي لاعبة كرة سلة أمريكية سابقة أصبحت مدربة مساعدة بدأت مسيرتها الاحترافية في سنة 1999. يبلغ طولها 5 قدم 11 بوصة (1.8 م). اعتزلت اللعب في 2008. فازت بلقب دوري المحترفات.

## المسيرة الاحترافية
لعبت مع مينيسوتا لينكس في سنة 2003، ثم لعبت مع سياتل ستورم في سنة 2004، ثم لعبت مع شارلوت ستينغ في موسم 2005–2006، ثم لعبت مع إنديانا فيفر في سنة 2007، ثم لعبت مع ديترويت شوك في سنة 2008.

## روابط خارجية
- شيري سام على موقع الاتحاد الوطني لكرة السلة النسائية (الإنجليزية)
- شيري سام على موقع كرة السلة الأوروبية.كوم (الإنجليزية)
- شيري سام على موقع كلية كرة السلة في سبورتس رفرنس.كوم (الإنجليزية)
- شيري سام على موقع بروبوليرز (الإنجليزية)
- شيري سام على موقع سبورتس رفرنس (الإنجليزية)